# Hays (Kansas)

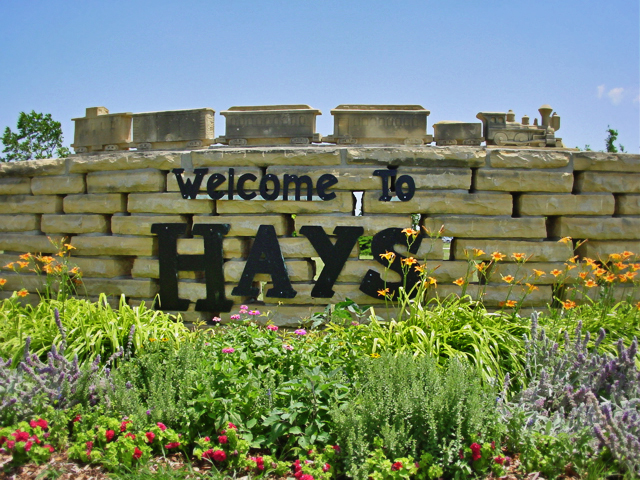
welkomstbord Hays

Hays is een plaats (city) in de Amerikaanse staat Kansas, en valt bestuurlijk gezien onder Ellis County.

## Demografie
Bij de volkstelling in 2000 werd het aantal inwoners vastgesteld op 20.013.
In 2006 is het aantal inwoners door het United States Census Bureau geschat op 19.726, een daling van 287 (-1,4%).

## Geografie
Volgens het United States Census Bureau beslaat de plaats een oppervlakte van
19,7 km², geheel bestaande uit land.

## Plaatsen in de nabije omgeving
De onderstaande figuur toont nabijgelegen plaatsen in een straal van 28 km rond Hays.

## Geboren
- Rebecca Staab (27 juli 1961), actrice en model